# Echandens
Echandens je obec na jihozápadě Švýcarska, v okrese Morges v kantonu Vaud. Žije zde přibližně 2 800 obyvatel.

## Geografie

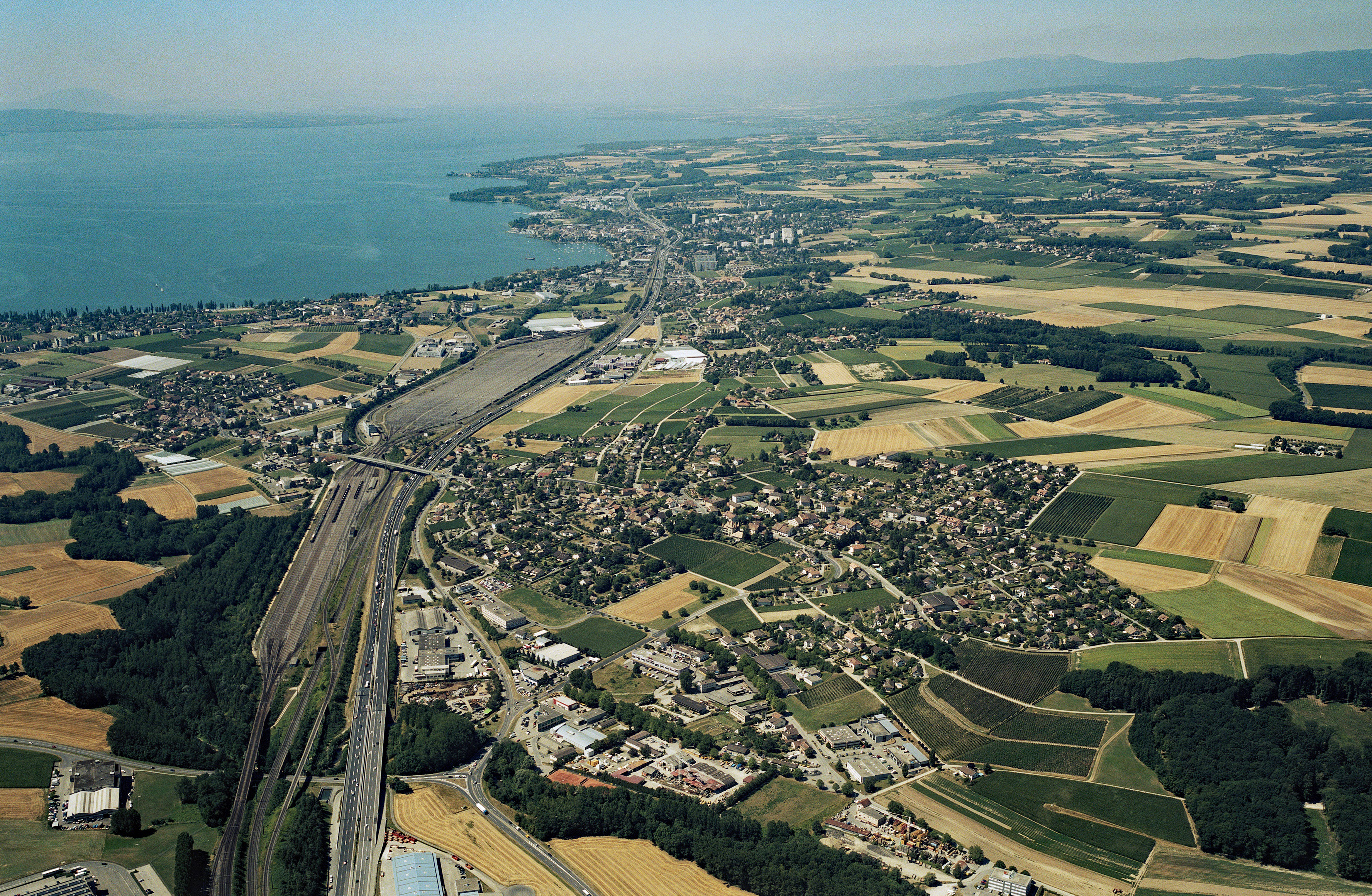
Letecký pohled, Echandens vpravo dole

Echandens leží v nadmořské výšce 432 m, vzdušnou čarou 4 km severovýchodně od okresního města Morges. Obec se nachází na ostrohu na jihovýchodním svahu náhorní plošiny Echandens, západně od řeky Venoge, ve střední části kantonu Vaud, v panoramatické poloze asi 50 metrů nad hladinou Ženevského jezera.
Území obce o rozloze 3,9 km² pokrývá část Vaudské náhorní plošiny. Hlavní část území zabírá náhorní plošina Echandens, kde se nachází nejvyšší bod obce Sur Sian ve výšce 462 metrů nad mořem. Tato náhorní plošina se svažuje na jih k údolí Denges a na východ k údolí Venoge. To svým klikatým tokem tvoří východní hranici. Na severu patří k obci dvě zalesněné oblasti Bois de la Côte a Bois Gondou napravo od řeky Venoge. V roce 1997 tvořila 28 % rozlohy obce zastavěná plocha, 17 % lesy a lesní porosty, 54 % zemědělství a o něco méně než 1 % neproduktivní půda.
Echandens zahrnuje rozsáhlé obchodní a průmyslové zóny v údolí Venoge a vesnici Les Abbesses (445 m n. m.) na okraji náhorní plošiny Echandens. Sousedními obcemi jsou Bussigny, Ecublens, Denges, Lonay a Bremblens.

## Historie

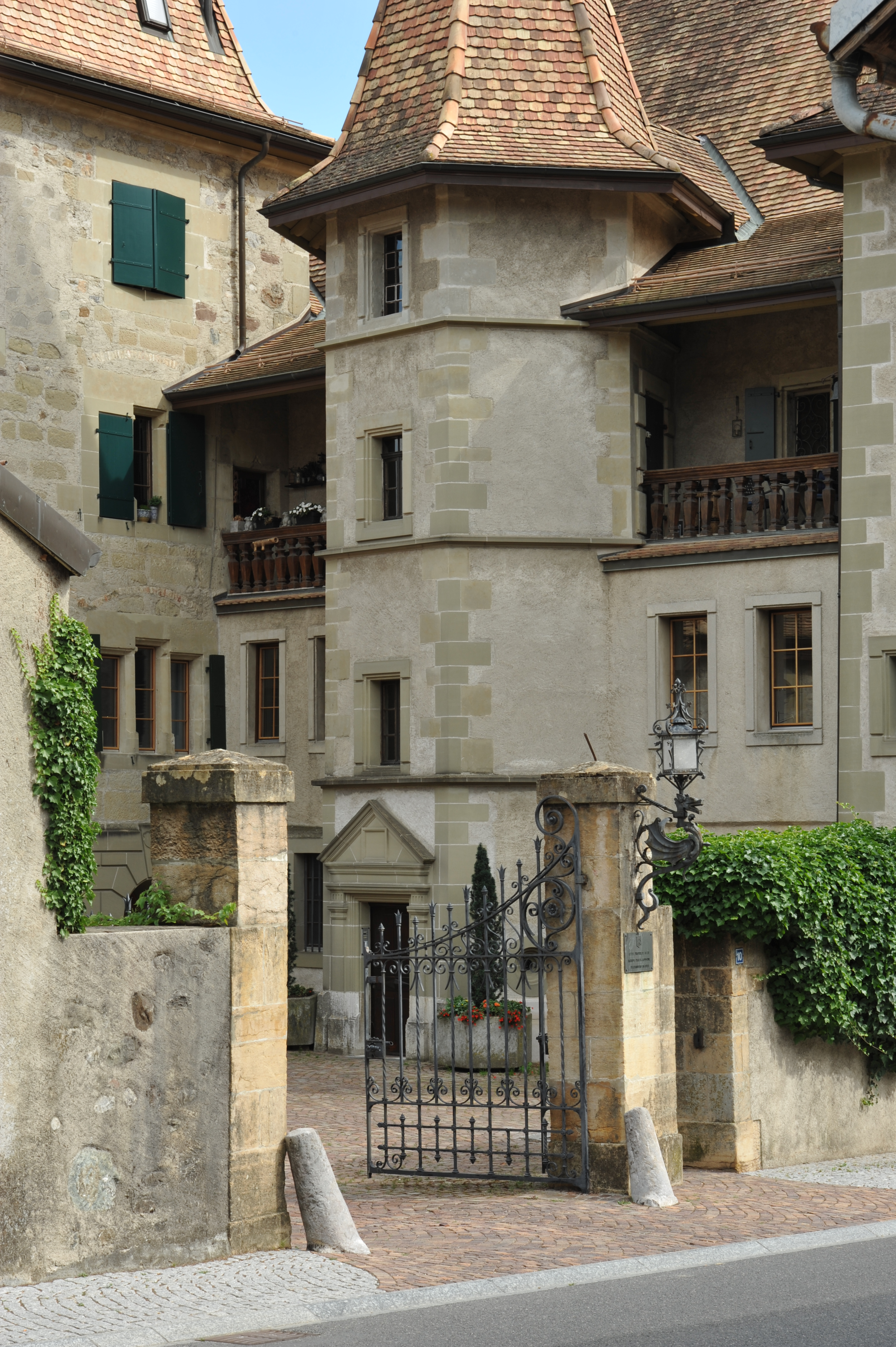
Zámek Echandens

Obec Echandens byla osídlena již velmi brzy, což dokládají stopy osídlení z doby bronzové, pohřebiště z laténského období a nálezy z doby římské a raného středověku. První zmínka o obci pochází z roku 853 a nese název Escannens. Název Eschagnens se objevil v 11. století, následoval zápis Schandens (1164), Scanneins (1165), Eschandens (1184) a Eschanens (1228). Název místa pravděpodobně pochází z burgundského osobního jména Scamna a znamená „u lidí jménem Scamna“.
Od středověku patřila jedna část panství Echandens lausannské katedrální kapitule, druhá lausannskému biskupovi, který ji dal v léno šlechticům z Echandens. Po dobytí Vaudu Bernem v roce 1536 přešla obec pod správu panství Morges. Po pádu Staré konfederace patřila obec v letech 1798–1803 v období helvétského soustátí ke kantonu Léman, který byl poté po vstupu v platnost Ústavy o zprostředkování sloučen s kantonem Vaud. V roce 1798 byla obec přiřazena k okresu Morges.

## Obyvatelstvo
| Rok            | 1850 | 1900 | 1910 | 1930 | 1950 | 1960 | 1970 | 1980 | 1990 | 2000 |
| Počet obyvatel | 354  | 411  | 426  | 443  | 477  | 593  | 1080 | 1982 | 2135 | 2085 |

Z celkového počtu obyvatel je 86,5 % francouzsky mluvících, 5,8 % německy mluvících a 1,9 % italsky mluvících (stav v roce 2000). V roce 1850 žilo v Echandens celkem 354 obyvatel a v roce 1900 411 obyvatel. Od roku 1950 (477 obyvatel) počet obyvatel rychle roste, během 50 let se zčtyřnásobil.

## Hospodářství
Až do druhé poloviny 20. století byla obec Echandens převážně zemědělskou obcí. Dnes hraje zemědělství v obživě obyvatel jen menší roli. Na jižních svazích náhorní plošiny Echandens se nachází několik malých vinic.
Na počátku 19. století byly na řece Venoge postaveny dva kantonální mlýny a od roku 1822 je v provozu také mlýn na mouku. Kolem roku 1900 byla v provozu čokoládovna Kohler, dnes o někdejší výrobě čokolády svědčí pouze název čtvrti La Chocolatière. Od roku 1919 se v Echandens nachází tiskárna Nestlé. Od 60. let 20. století zde vznikají nové obchodní a průmyslové zóny, které poskytují řadu pracovních míst. Mezi místní podniky patří kovozpracující, stavební a telekomunikační firmy. V posledních desetiletích se obec díky své atraktivní poloze rozvinula v rezidenční obec. Mnoho pracujících dojíždí za prací především do Morges a Lausanne.

## Doprava

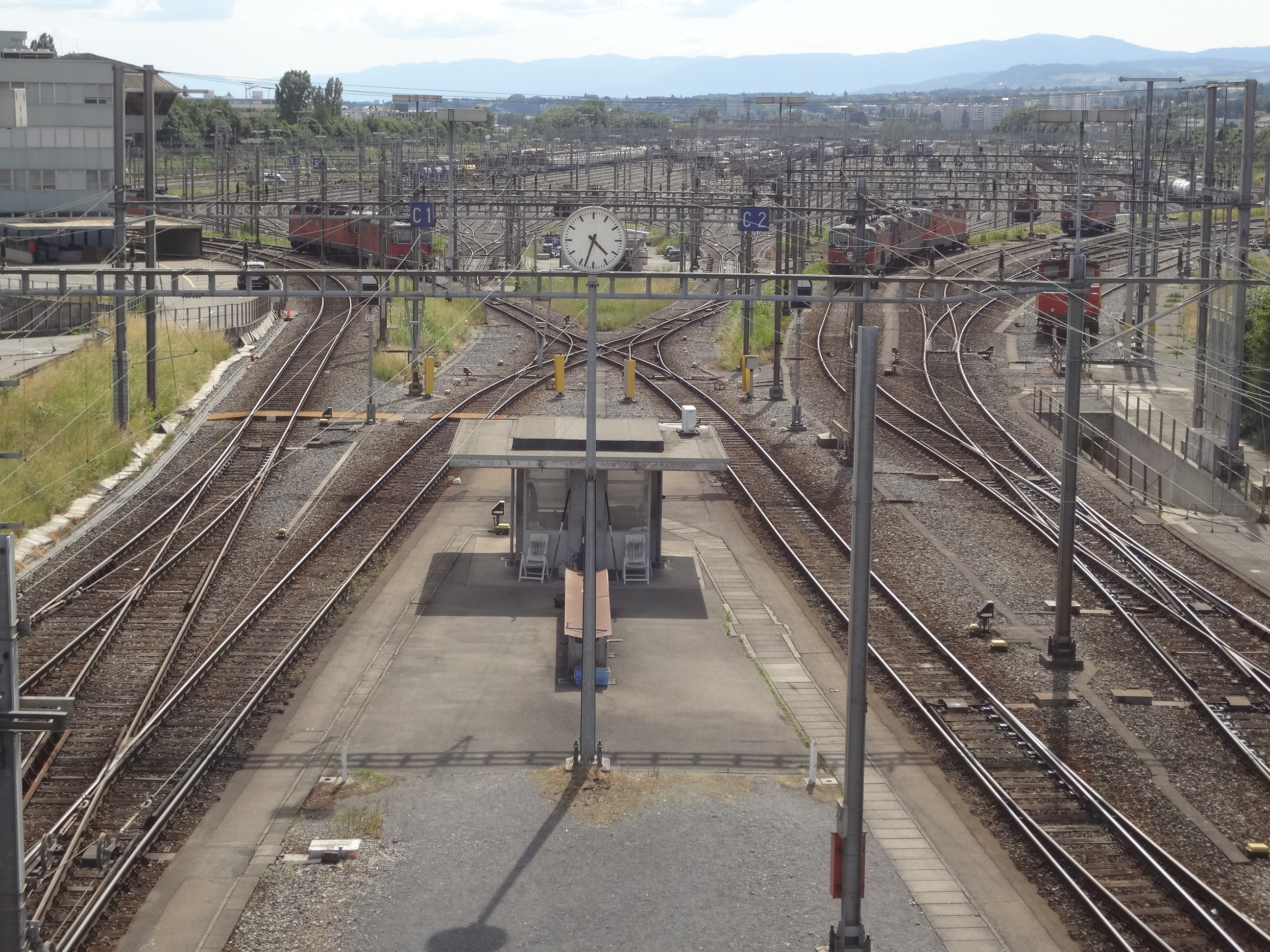
Seřaďovací nádraží Lausanne-Triage

Obec má dobré dopravní spojení. Nachází se na hlavní silnici z Morges do Crissier. Jižní částí obce prochází dálnice A1 (Ženeva–Lausanne), která byla otevřena v roce 1964. Nejbližší dálniční sjezdy se nachází v Morges a Crissier. Úsek Renens–Morges železniční trati Lausanne–Ženeva byl otevřen 1. července 1855; stanice v Echandens ale byla otevřena až od roku 1890. V roce 1971 bylo jižně od nádraží otevřeno seřaďovací nádraží Lausanne-Triage o rozloze 75 hektarů.